# 辛普森 (北卡羅萊納州)
辛普森（英語：Simpson）是一個位於美國北卡羅萊納州皮特縣的村。

## 人口
根據2020年美國人口普查的數據，辛普森的面積為0.96平方千米，皆為陸地。當地共有人口390人，而人口密度為每平方千米406人。